# Lee Mi-yeon
Lee Mi-yeon (23 de septiembre de 1971) es una actriz surcoreana.

## Biografía
En 1995 se casó con Kim Seung-woo, sin embargo la pareja se divorció en 2000.

## Filmografía

### Series de televisión
| Año  | Título              | Personaje              | Notas |
| ---- | ------------------- | ---------------------- | ----- |
| 2015 | Reply 1988          | Sung Deok-sun (adulta) |       |
| 2010 | The Great Merchant  | Kim Man-deok           |       |
| 2007 | Crazy in Love       | Seo Jin-young          |       |
| 2001 | Empress Myeongseong | Emperatriz Myeongseong |       |

### Cine
| Año  | Título                                 | Rol                             |
| ---- | -------------------------------------- | ------------------------------- |
| 1989 | Happiness Does Not Come In Grades      | Lee Eun-joo                     |
| 1990 | Well, Let's Look at the Sky Sometimes  | Hye-joo                         |
| 1991 | Autumn Journey                         | So-yeon                         |
| 1991 | Do You Like Afternoons After the Rain? | Eun-chae                        |
| 1992 | Snow Flower                            | Yoo Da-mi                       |
| 1993 | I Will Survive                         | Sug-young                       |
| 1995 | Go Alone Like Musso's Horn             | Young-sun                       |
| 1997 | No. 3                                  | Hyun-ji                         |
| 1997 | Motel Cactus                           | Min Hee-soo                     |
| 1998 | Whispering Corridors                   | Hur Eun-young                   |
| 1999 | The Harmonium in My Memory             | Yang Eun-hee                    |
| 2000 | Love Bakery                            | Lee Hae-sook                    |
| 2000 | Pisces                                 | Ae-ryun                         |
| 2001 | Indian Summer                          | Lee Shin-young                  |
| 2001 | The Last Witness                       | Son Ji-hye                      |
| 2002 | Fun Movie                              | Actriz en el aeropuerto (cameo) |
| 2002 | Addicted                               | Heo Eun-soo                     |
| 2005 | Typhoon                                | Choi Myeong-ju                  |
| 2007 | Love Exposure                          | Seo Jeong-wan                   |
| 2012 | A Company Man                          | Yoo Mi-yeon                     |
| 2016 | Like for Likes                         |                                 |

### Programas de variedades
| Año         | Título               | Notas   |
| ----------- | -------------------- | ------- |
| 2013 - 2014 | Sisters Over Flowers | miembro |

### Teatro
| Año  | Título | Personaje | Notas |
| ---- | ------ | --------- | ----- |
| 1991 | Faust  | Gretchen  |       |

### Anuncios
| Año         | Título                      | Notas                              |
| ----------- | --------------------------- | ---------------------------------- |
| 2002 - 2004 | Dongsuh (Maxim, Ice (Café)) | junto a Ahn Sung-ki y Lee Jung-jae |

### Discografía
| Año  | Título               | Notas               |
| ---- | -------------------- | ------------------- |
| 2001 | Lee Mi-yeon's Sonata | álbum recopilatorio |
| 1990 | 90 Love Story        |                     |

## Premios y nominaciones
| Año  | Categoría                                   | Premio                   | Trabajo             | Resultado |
| ---- | ------------------------------------------- | ------------------------ | ------------------- | --------- |
| 2010 | Excellence Award, Actress in a Serial Drama | KBS Drama Award          | The Great Merchant  | Nominada  |
| 2010 | Best Actress                                | 3rd Korea Drama Award    | The Great Merchant  | Nominada  |
| 2002 | Best Actress (TV)                           | 38th Baeksang Arts Award | Empress Myeongseong | Nominada  |
| 2001 | Top Excellence Award, Actress               | KBS Drama Award          | Empress Myeongseong | Ganó      |